# Знаменська (Крупський район)
Знаменська (біл. вёска Знаменская) — село в складі Крупського району Мінської області, Білорусь. Село підпорядковане Ухвальській сільській раді, розташоване в східній частині області.